# Cyril Brine
Cyril Harry Brine (ur. 6 lutego 1918 w Borehamwood, zm. 1988) – brytyjski żużlowiec.

## Życiorys
Dwukrotny uczestnik finałów indywidualnych mistrzostw świata na żużlu, w latach 1950 (IX miejsce) oraz 1951 (XIII miejsce).
W lidze brytyjskiej startował w barwach klubu Wimbledon Dons (1946–1962). Dwunastokrotny medalista drużynowych mistrzostw Wielkiej Brytanii: siedmiokrotnie złoty (1954, 1955, 1956, 1958, 1959, 1960, 1961), srebrny (1962) oraz czterokrotnie brązowy (1947, 1950, 1951, 1957).